# ダニエル・ロンダ
ダニエル・ロンダ（Daniel Londas、1954年5月17日 - ）は、フランスの男性プロボクサー。マルティニークフォール＝ド＝フランス出身。元WBO世界スーパーフェザー級王者。

## 来歴
1980年11月28日、ロンダはプロデビューを果たし4回TKO勝ちを収め白星でデビューを飾った。
1981年3月7日、ダニエル・パッセイランドと対戦し6回判定勝ちを収めた。
1981年10月3日、エルメール・スティングストンと対戦し4回TKO勝ちを収めた。
1981年10月17日、ゲラルド・ジャコブと対戦し8回判定勝ちを収めた。
1982年4月26日、パリでフランススーパーフェザー級王者フランシス・バイレウルと対戦し2回KO勝ちを収め王座獲得に成功した。
1982年11月6日、ロベルト・カスタノンとEBUヨーロッパスーパーフェザー級王座決定戦で対戦し9回TKO負けを喫し王座獲得に失敗した。
1982年12月18日、ミチェーレ・ソラクサと対戦し8回判定負けを喫した。
1983年5月7日、フランシス・トリップと対戦し9回TKO勝ちを収めフランス王座の初防衛に成功した。
1983年11月18日、ミチェーレ・ソラクサ約1年振りに再戦し10回TKO負けを喫しフランス王座の2度目の防衛に失敗し王座から陥落した。
1984年5月26日、EBUヨーロッパライト級王者レネ・ウェラーと対戦し12回判定負けを喫し王座獲得に失敗した。
1985年3月22日、フランススーパーフェザー級王者ミチェーレ・ソラクサと1年4ヶ月振りに再戦し10回判定勝ちを収め1年4ヶ月振りの王座返り咲きに成功した。
1985年5月6日、カルロス・アルベルト・ラシエールと対戦し8回判定勝ちを収めた。
1986年2月21日、ホセ・アントニオ・ガルシアと対戦し8回TKO勝ちを収めた。
1986年4月28日、マウリス・ヴィヴィーズと対戦し10回判定勝ちを収めフランス王座返り咲き後初防衛に成功した。
1986年12月20日、EBUヨーロッパスーパーフェザー級王者ジャン・マルク・レナードと対戦し12回引き分けに終わり王座獲得に失敗した。
1987年5月16日、サルバトーレ・クルセッティーとEBUヨーロッパスーパーフェザー級王座決定戦で対戦し初回TKO負けを喫し王座獲得に失敗した。
1987年7月4日、サムエル・メックと対戦し10回判定勝ちを収めフランス王座の2度目の防衛に成功した。
1987年10月3日、ノール県グラヴリーヌのレ・エスペース・インターナショナルでWBA世界スーパーフェザー級王者のブライアン・ミッチェルと対戦し15回0-3(145-146、138-147、143-148)の判定負けを喫し王座獲得に失敗した。
1988年5月16日、サムエル・メックと1年振りに再戦し10回判定勝ちを収めフランス王座の3度目の防衛に成功した。
1989年1月23日、ヨハネスブルクのポーツグース・アリーナで後の世界2階級制覇王者のディンガン・トベラと対戦し10回2-0(94-98、95-98、96-96)の判定負けを喫した。
1989年6月9日、EBUヨーロッパスーパーフェザー級王者のラシード・ラワルと対戦し10回TKO勝ちを収め3度目の挑戦にして念願のヨーロッパ王座獲得に成功した。
1990年2月14日、マーク・リーファーと対戦し8回TKO勝ちを収めEBU王座の初防衛に成功した。
1990年10月20日、サルバトーレ・クルセッティーと対戦し6回KO勝ちを収め2度目の防衛に成功した。
1990年12月19日、ギアンニ・ディ・ナポリと対戦し12回3-0(118-112、120-112、118-116)の判定勝ちを収め3度目の防衛に成功した。
1991年2月8日、センツーク・オズデミールと対戦し12回判定勝ちを収め4度目の防衛に成功した。
1991年6月14日、ジャコビン・ヨーマと対戦し12回判定勝ちを収め5度目の防衛に成功した。
1991年11月22日、ジョーイ・ガマチェの返上で空位となったWBA世界スーパーフェザー級王座決定戦でヘナロ・エルナンデスと対戦し9回1分7秒TKO負けを喫し王座獲得に失敗した。
1992年3月21日、WBO世界スーパーフェザー級王者のカメル・ブ・アリと対戦し12回2-1(116-112、115-116、114-113)の僅差判定勝ちを収め念願の王座獲得に成功した。
1992年9月4日、コペンハーゲンのパーケンでジミー・ブレダルと対戦し12回0-2(2者が111-118、118-118)の判定負けを喫し初防衛に失敗し王座から陥落した。
1993年7月9日、ボビー・アダムスと対戦し4回TKO勝ちを収めた試合を最後に現役を引退した。

## 獲得タイトル
- フランススーパーフェザー級王座
- EBUヨーロッパスーパーフェザー級王座
- 第3代WBO世界スーパーフェザー級王座（防衛0）